# 1. FC 1924 Nebra
Der 1. FC 1924 Nebra e. V. war ein Fußballverein in der deutschen Kleinstadt Nebra (Unstrut) im Süden des Bundeslandes Sachsen-Anhalt.

## Geschichte

### Strukturelle Entwicklung

Historisches Logo der BSG ZWK Nebra

Der 1. FC Nebra führt seine Wurzeln auf den 1924 gegründeten Sportverein 1924 Nebra zurück. Nach dem Zweiten Weltkrieg wurde der SV 1924 wie alle Sportvereine in der sowjetischen Besatzungszone auf Betreiben der Besatzungsmacht aufgelöst. Zur Wahrnehmung der vorläufig auf enger regionaler Ebene erlaubten Sportwettkämpfe wurde schon 1945 in Nebra eine einfach organisierte Fußballmannschaft gegründet. Diese wurde nach Einführung des Systems der ostdeutschen Betriebssportgemeinschaften (BSG) von der benachbarten BSG Aktivist Roßleben übernommen. Erst 1953 entstand in Nebra die BSG Einheit mit mehreren Sportsektionen, darunter auch eine Sektion Fußball. 1966 wurden die Betriebssportgemeinschaft Einheit Nebra und Aufbau Karsdorf von den Zementwerken Karsdorf als gemeinsamer Trägerbetrieb übernommen und zur neuen BSG ZWK Nebra zusammengelegt. In den 1970er Jahren entwickelte die BSG ZWK eine leistungsstarke Sektion Ringen, deren Mannschaft bis in die höchste Ringerliga der DDR (Ringer-Oberliga) aufstieg. Die Fußballsektion kam dagegen nicht über das Bezirksliganiveau hinaus. Nach der deutschen Wiedervereinigung und dem Wegfall des BSG-Systems gründeten Mitglieder der bisherigen BSG ZWK 1990 den Sportverein 1924 Nebra neu. Aus wirtschaftlichen Gründen schied die Fußballabteilung 1995 aus dem SV 1924 aus und gründete am 16. Juni 1995 den eigenständigen 1. FC 1924 Nebra. 2012 fusionierte der Verein mit SG ZW Karsdorf zum FC ZWK Nebra.

### Entwicklung des Fußballsports
Einen ersten Höhenpunkt erlebten die Nebraer Fußballspieler mit dem Gewinn der Bezirksmeisterschaft im Jahre 1932 durch den SV 1924. Nach dem Zweiten Weltkrieg feierte man 1951 die Kreismeisterschaft, 1955 den Aufstieg in die Bezirksklasse B, und 1959 gelang der Aufstieg in die Bezirksklasse A. Die Juniorenmannschaft gewann 1965 den Juniorenbezirkspokal und nahm daraufhin am DDR-weiten Pokalwettbewerb der Junioren teil. Die Männer gewannen 1970 den Kreispokal und 1972 den Bezirkspokal. Damit waren sie für den Wettbewerb um den DDR-Pokal qualifiziert und trafen in der I. Hauptrunde auf den zwei Ligen höher spielenden DDR-Ligisten Vorwärts Leipzig. Die Armeefußballer brauchten in Nebra eine Verlängerung, um schließlich mit 5:2 zu gewinnen. Mit dem Schwung des Pokalerlebnisses errang die BSG ZKW 1973 den Staffelsieg in der Bezirksklasse und stieg in die drittklassige Bezirksliga Halle auf. Zwei Spielzeiten konnten die Nebraer die Klasse halten, 1975/76 bedeutete der drittletzte Rang die Rückkehr in die Bezirksklasse. Der Wiederaufstieg gelang postwendend, doch die neue Bezirksliga-Saison 1977/78 endete erneut mit einem drittletzten Platz und dem Abstieg in die Viertklassigkeit. Eine Rückkehr in die Bezirksliga gelang bis zum Ende des DDR-Fußballbetriebes 1990 nicht mehr, aber 1978 gewann ZWK Nebra noch einmal den Bezirkspokal. Diesmal trafen die Nebraer im DDR-Pokal auf die in der DDR-Liga spielende Mannschaft von Aktivist Kali Werra Tiefenort, und es gab eine sang und klanglose 0:3-Niederlage. Auch im DFB-Spielbetrieb blieb das Bezirksklassen-Niveau zunächst für Nebra bestimmend. Erst 1997 gelang dem 1. FC 1924 der Aufstieg in die Landesliga Sachsen-Anhalt. Diese seit 2008 7. Fußballklasse konnte bisher gehalten werden. 2004 und 2007 wurde der 1. FC Kreispokalsieger. Nach der Saison 2008/09 stiegen die Nebraer als Tabellenletzter in die Landesklasse und nach 2009/10 in die Kreisoberliga Burgenland ab. 2012 zog der Club seine erste Mannschaft vom Spielbetrieb zurück. Derzeit (Stand: Saison 2015/16) tritt der Nachfolgerverein FC ZWK Nebra in der Kreisoberliga an.

## Sportstätte
Der 1. FC 1924 Nebra trägt seine Fußballspiele in der 1000 Zuschauer fassenden Dieter-Höhne-Sportstätte im Norden der Stadt aus. Der Fußballplatz wurde 1958 fertiggestellt. Die gesamte Anlage wurde 1989 nach dem früh verstorbenen Spieler und Trainer Dieter Höhne benannt.